# Slag bij Orsja
De Slag bij Orsja was een veldslag die op 8 september 1514 werd uitgevochten tussen het grootvorstendom Litouwen en het koninkrijk Polen tegen het grootvorstendom Moskou. De slag maakte deel uit van de Moskous-Litouwse Oorlogen.

## Aanloop
Eind 1512 begon het grootvorstendom Moskou met een nieuwe oorlog tegen het grootvorstendom Litouwen om de Roetheense landen te veroveren die tot het land behoorden. De stad Smolensk was de belangrijkste oostelijke grenspost van het groothertogdom en het wist meerdere Moskouse aanvallen te weerstaan, maar in juli 1514 wist Moskou na een beleg de stad in te nemen. Aangemoedigd door het succes spoorde grootvorst Vasili III zijn troepen aan verder het land binnen te trekken. Ondertussen verzamelde Sigismund I zijn leger bijelkaar om het tegen zijn oostelijke buurman op te nemen. Zijn leger plaatste hij onder het commando van zijn hetman Konstanty Ostrogoski. Met een kleiner leger trok Sigismund I richting Borisov, terwijl het hoofdleger de Moskouse troepen opzocht.
Het Moskouse leger had zonder noemenswaardige verliezen het gebied bereikt tussen Orsja en Doebrovno waar ze hun kamp opzette. De leider van het Moskouse leger, Ivan Tsjeljadnin, was ervan overtuigd dat het vijandelijk de Dnjepr op een van de twee bruggen moest oversteken en hij splitste daarom zijn leger op om beide bruggen te bewaken. Het leger van Ostrogoski passeerde de rivier veel noordelijker via twee pontonbruggen. Op de avond van 7 september begon het Pools-Litouwse leger met hun voorbereidingen en Ostrogoski plaatste zijn cavalerie in het centrum van zijn leger, terwijl de Poolse infanterie en de hulptroepen aan de flanken werden geposteerd. De Boheemse en Silezische infanterie werd wel in het centrum geplaatst, voor de reserves die bestonden uit Litouwers en de Poolse cavalerie.

## Slag
Kort na de dageraad van 8 september gaf Tsjeljadnin de opdracht voor de aanval. Zijn troepen probeerden het Pools-Litouwse leger te overvleugelen door hun flanken aan te vallen. De aanval faalde echter en de Moskouse troepen trokken zich terug naar hun startpositie. Vanwege dat Tsjeljadnin een groter leger tot zijn beschikking had was hij ervan overtuigd dat hij de slag zou winnen, maar hij slaagde er niet zijn verdediging te coördineren tegen een tegenaanval van de Poolse en Litouwse cavalerie. Het leek er even op dat het Moskouse leger gesplitst zou worden door de aanval, maar door een onbekende reden trok de cavalerie zich weer terug.
De Moskouse troepen gingen direct in de aanval over, maar toen de cavalerie naar de flanken uitweek bevond de Moskouse cavalerie zich voor de Pools-Litouwse artillerie. Hierop kon het Pools-Litouwse leger het Moskouse leger omsingelen waarop Tsjeljadnin de aftocht liet blazen. Door de paniek die uitbrak kon er geen goede verdediging worden georganiseerd en werden de Moskouse troepen voor vijf kilometer lang achtervolgt door de Polen en Litouwen.

## Nasleep
Het leger van Ostrogoski was instaat in de nasleep van de slag vele verloren Litouwse sterktes terug te veroveren, zoals Mstislavl en Kritsjev en de opmars van Moskou was voor jaren gestuit. De Litouwse troepen waren echter te uitgeput om Smolensk te belegeren in de winter, waardoor grootvorst Vasili III de tijd kreeg om zijn verdediging op orde te krijgen. In december keerde Ostrogoski als overwinnaar terug in Vilnius en om de overwinning te vieren liet hij twee orthodoxe kerken in de stad bouwen, de Kerk van de Heilige Drie-eenheid en de Sint-Nicolaaskerk. De overwinning tegen de Russen werd door de Litouwers ook gebruikt als propagandamateriaal om het imago van Polen-Litouwen in het buitenland te verbeteren.
Door de Pools-Litouwse overwinning begon Keizer Maximiliaan I in 1515 met onderhandelingen met de Jagiellonen in Wenen en werd er op 22 juli van dat jaar de vrede getekend. De oorlog met Rusland zou echter nog onverminderd tot 1520 doorgaan. In 1522 werd er een vrede getekend tussen de partijen die nadelig was voor de Litouwers. Ze moesten een kwart van hun Roetheense landen aan Moskou geven, waaronder Smolensk. Pas in 1611 zou de stad door de Litouwers heroverd worden.

## Trivia
- De slag wordt met een inscriptie vermeld op het Graf van de onbekende soldaat in Warschau: "ORSZA 8 IX 1514".